# Måndalsfortet

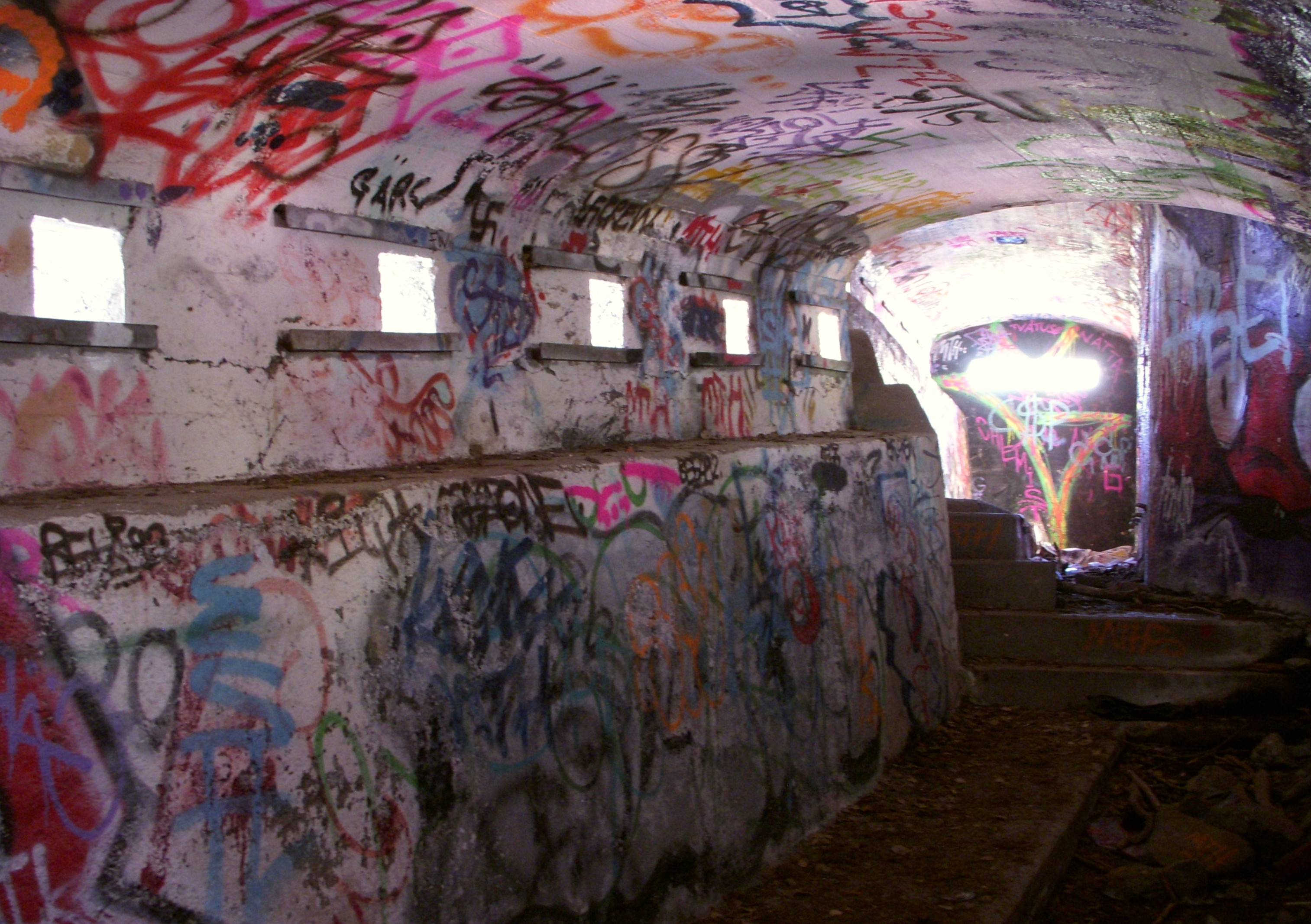
Måndalsfortet, interiör, maj 2011.

Måndalsfortet var en försvarsanläggning som ligger på Måndalshöjden intill Måndalsstigen i Tyresö. Fortet ingick i den Södra Fronten som anlades strax före och under första världskriget. 
Södra Fronten och Norra Fronten, även kallad Korvlinjen, var en viktig del av Stockholms fasta försvar. En av de mest välbevarade anläggningarna är Måndalsfortet som började byggas 1903 och ingick i försvarsorganisationen fram till 1952.

## Bakgrund
Kring sekelskiftet 1900 kom ett nytt försvarspolitiskt tänkande då centralförsvaret avlöstes av ett gräns- och kustförsvar.
Man utnyttjade de sjösystem som omger Stockholm och säkrade passagerna mellan dem med ett 30-tal befästningar av varierande storlek. Försvarslinjen kallades på grund av sitt utseende för Korvlinjen. Bygget finansierades av privatpersoner som samlades i Föreningen för Stockholms fasta försvar och Palmqvistska fonden till Stockholms befästande. Själva byggarbetena utfördes av militär, som stod under civil ledning. Sedan skänktes anläggningarna till militären. Försvarslinjen ingick i försvarsorganisationen fram till 1952. 
Befästningsanordningarna på land söder om Stockholm utgjordes huvudsakligen av skyttevärn och batteriplatser i en linje från Erstaviken i öst till Flottsbro i väst.

## Fortet
Anläggningen skulle täcka det så kallade Kumlapasset, som sträcker sig söder om Trollbäcken och Gudö, mellan sjöarna Drevviken,  Långsjön och  Tyresö-Flaten. Befästningen innehåller skyttegravar, artilleribatterier och skyttevärn. Hela linjen skulle bemannas med cirka 2 700 man ,  huvudsakligen av infanterister från landstormen, det vill säga värnpliktiga äldre än 32 år, beväpnade med vanliga gevär.  Det var innan pansarfordon var påtänkta och när kulsprutor fortfarande var ovanliga. 
Huvudfortet var Måndalsanläggningen bestående av minst sex bunkrar belägna på berget norr om Långsjöns västra slut. Det var Kumlaställningens västra flygel och här skulle Stockholm försvaras med 120 man och fyra kulsprutor. Längs bergsbranten löper fortfarande skyttegraven som förbinder bunkeranläggningarna med tät sittande skottgluggar. Efter 1921-1922 gjordes inga utbyggnader längre men under andra världskriget moderniserades anläggningen.

## Bilder

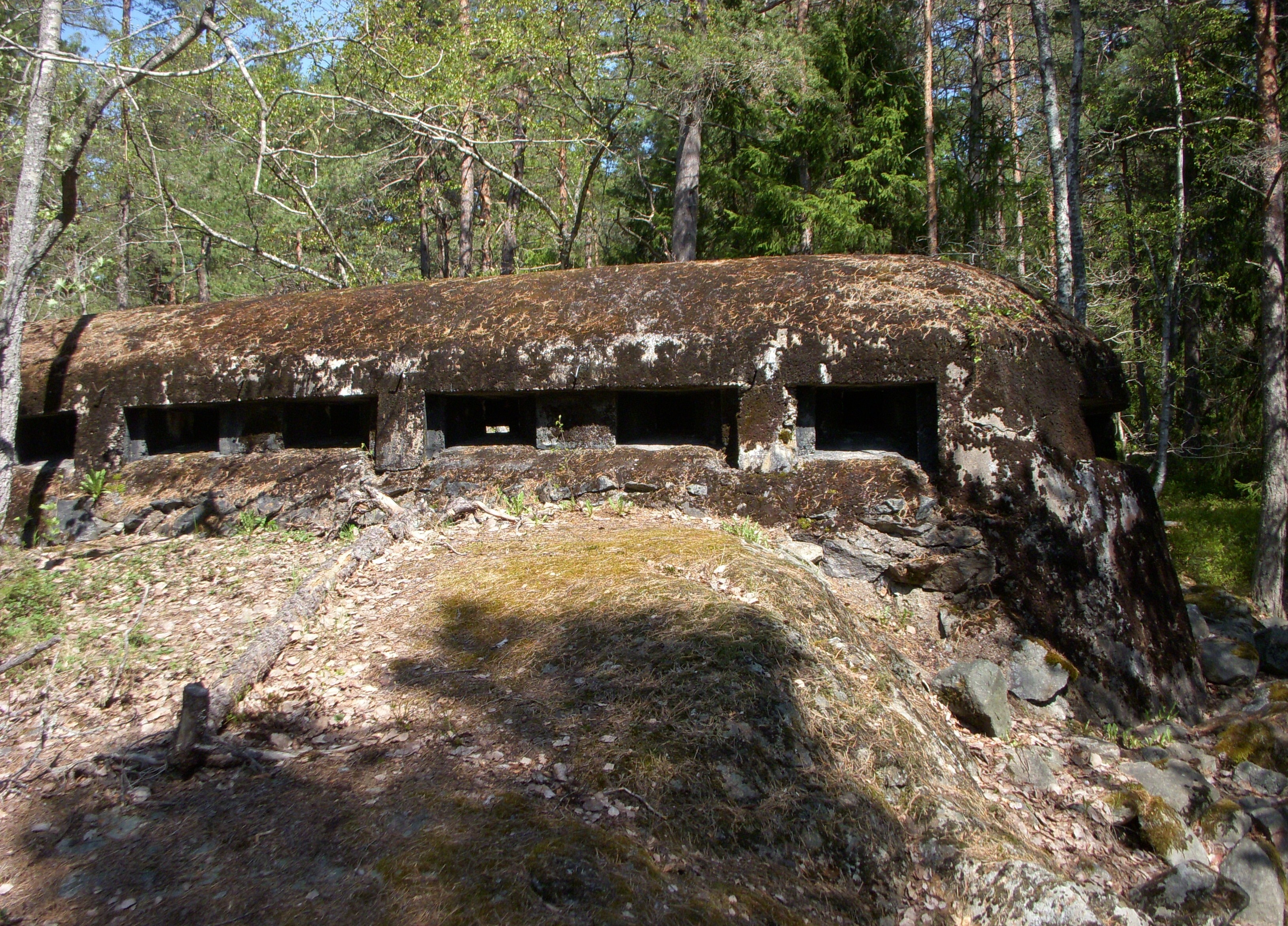
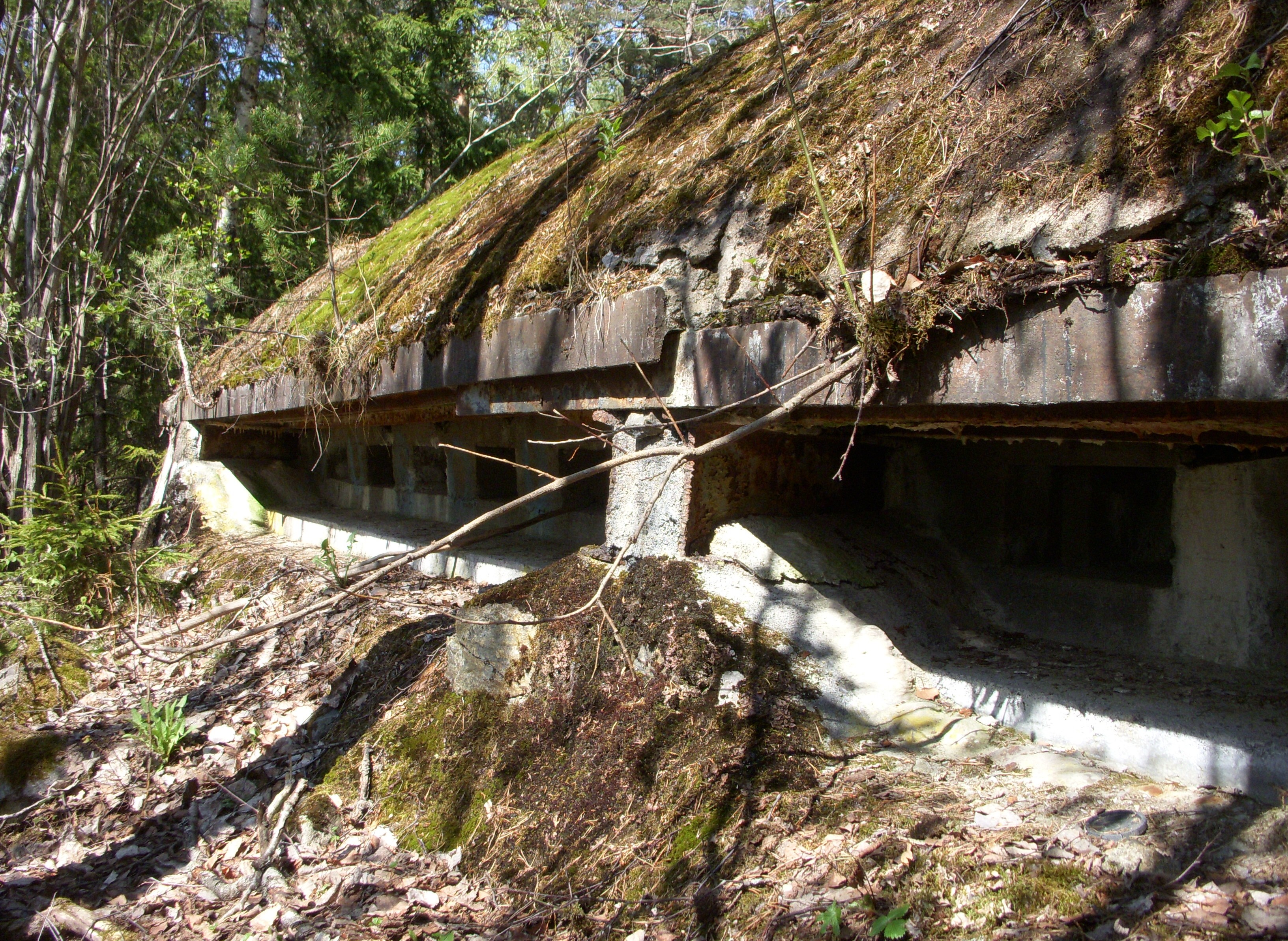
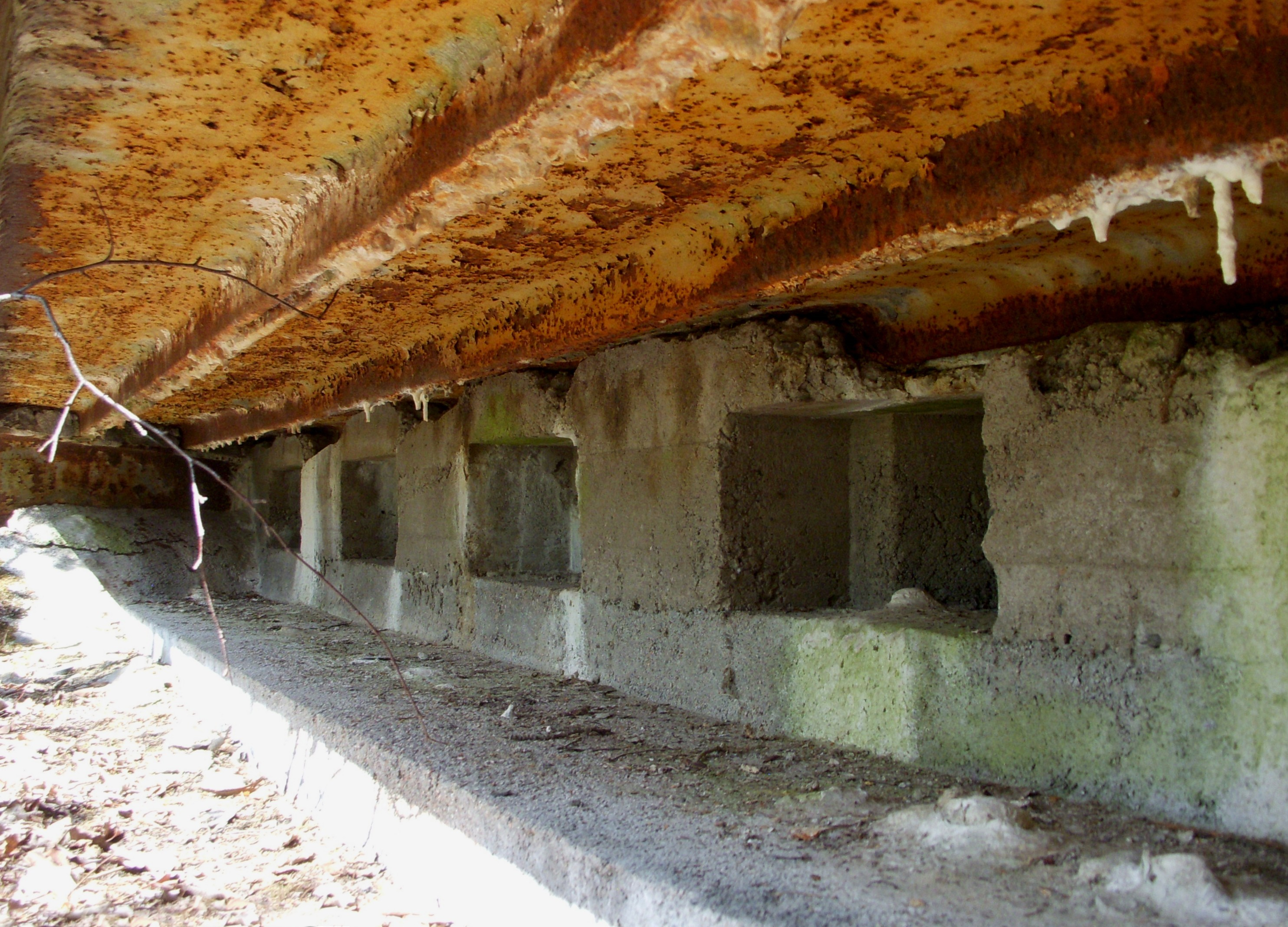
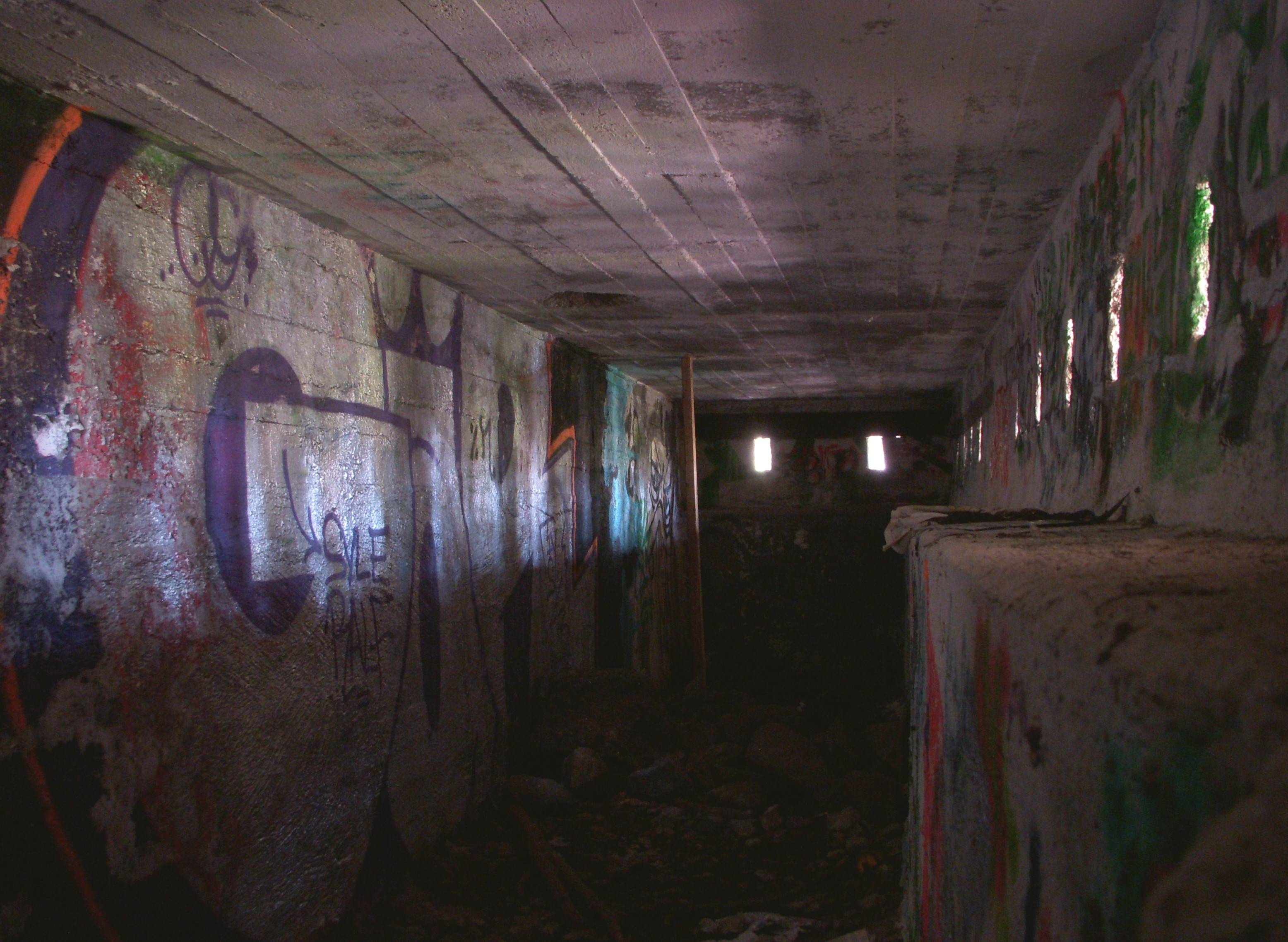